# Шилз, Эми
Эми Шилз (англ. Amy Shiels; род. 21 февраля 1991, Дублин, Ирландия) — ирландская актриса. Наиболее известна по ролям в фильмах «Охота на Веронику», «Бойня» и сериалу «Твин Пикс (2017)»
Родилась в многодетной семье седьмым ребенком. Три года работала в труппе дублинского театра «Гэйти», параллельно начала сниматься в ирландских и британских телесериалах. Дебютом в большом кино стала роль в фильме «Охота на Веронику» с Кейт Бланшетт в главной роли. Далее исполняет ряд ролей в картинах независимых американских режиссеров. В 2009 году сыграла в фильме «Бойня», в 2012 году исполнила роль в картине «Цитадель».
С 2012 занялась озвучкой героев компьютерных игр, среди которых можно отметить Call of Duty: Black Ops III, Call of Duty 4: Modern Warfare и Final Fantasy XV. В 2014 году для развития актёрской карьеры переехала жить в Лос-Анджелес. В 2015 году прошла кастинг на роль Кэнди в сериале «Твин Пикс (2017)» Дэвида Линча, премьера которого состоялась в 2017 году.